# Історія щасливого подружжя

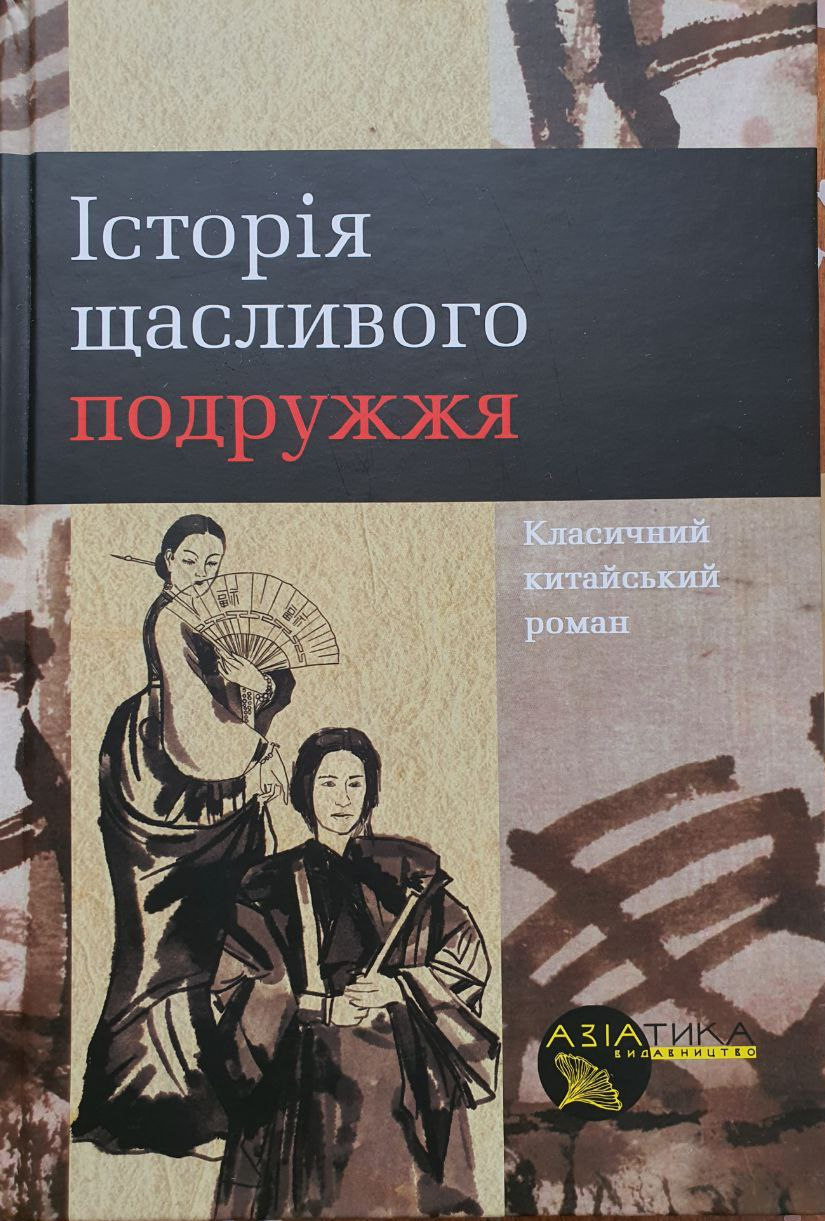
Історія щасливого подружжя, переклад Ірина Костанда

Історія щасливого подружжя (перекладається дослівно як «Щасливий союз» або «Приємна історія »),  — це китайський роман у стилі caizi jiaren («вчений і красуня»), опублікований у XVII столітті. Автор відомий лише за псевдонімом Мінцзяо Чжунжень, «Людина вчення» (кит.: 名教中人). Особа автора та точна дата видання невідомі. Переважно твори в стилі Caizi jiaren, які публікувались в той час, за династії Цін, виходили під псевдонімом.
За словами дослідника Філіпа Постеля (Philippe Postel), автора «Les traductions françaises du Haoqiu zhuan» , найчастіше вказується дата авторства — 1683 рік, на початку династії Цін. Після 1712 року роман отримав підзаголовок Сяї фен'юе чуань (俠義風月傳 ; «Повість про лицарство та кохання»).
Англомовний переклад роману з’явився ще в 1761 році, а потім був перекладений німецькою мовою в 1766 році. У 1810 році Джордж Стаунтон (George Staunton), який знав китайську мову і жив у Китаї, поки його батько працював у дипломатичній місії графа Макартні, підтвердив західній аудиторії, що цей твір створив китаєць.  Роман має вісімнадцять розділів.

## Сюжет
Красуня Шуй Бінсінь і Тє Чжунюй хочуть подолати несправедливість і дотриматись "конфуціанського благочестя". Шуй Бінсінь живе одна, оскільки її батько на засланні. Її дядько Шуй Юнь хоче щоб вона вийшла заміж за Ґо Ці - сина столичного чиновника з великою владою, проте вона не хоче ставати дружиною цього розпусного чоловіка. Декілька разів їй вдалося завдяки своєму розуму та хитрощам врятуватись від одруження, та її дядько і Ґо Ці не припиняють своїх спроб. Тє Чжунюй у цей час мандрував по Китаю, цілком випадково потрапивши в ріне місто Шуй Бінсінь, він рятує її від примусового одруження, через що його хотіли отруїти. Шуй Бінсінь забирає його на лікування у свій будинок, а її дядько поширює чутки про те, що Шуй Бінсінь більше не незаймана. Щоб запобігти цій брехні, Тє Чжунюй покидає будинок Шуй Бінсінь і зосереджується на навчанні. Після того, як Тє Чжунюй отримує найвищий рейтинг столичного іспиту, а батько Шуй Бінсінь повертається зі заслання, їхні батьки укладають між ними шлюб. Щоб наклепи про їхнє попереднє проживання в одному будинку, не зруйнували репутації їхнього шлюбу, Шуй Бінсінь береже свою незайманість. Через доноси та підступи батька  Ґо Ці - міністра Ґо, їхня справа потрапляє на розгляд до самого імператора. Імператриця спостерігає за оглядом Шуй Бінсінь та підтверджує цноту Шуй Бінсінь. Імператор нагороджує їх за доброчесність та дотримання конфуціанського вчення, і карає винних у наклепах. Нарешті двоє закоханих завершили свій союз.

## Персонажі
- Шуй Бінсінь (кит.: 水冰心) - Шуй Бінсінь є втіленням краси. вона,«незламно сувора у своїй відданості конфуціанській моралі».
- Тє Чжунюй (кит.: 鐵中玉;铁中玉) - Тє Чжунюй - це вчений персонаж, він «надзвичайно сильний і сміливий порівняно з іншими персонажами його типу».

## Стиль і підхід
Історія щасливого подружжя була написано, щоб дозволити читачеві легко стежити за історією, часто зміцнюючи внутрішню послідовність оповіді шляхом повного та частого повторення третім особам всередині історії. Деякі дослідники вважають, що як наслідок, роман «болісно» надмірно повторюється. В романі дуже мало опису внутрішньої думки, загальної риси китайських романів 17 століття. Часто використовується монолог очевидця, щоб пригадати події, яких не бачили головні герої. Наприклад, чернець розповідає іншому персонажу, що існувала змова, щоб отруїти героя, і що він сам брав участь у цій ролі.
Як і багато інших романів Історія щасливого подружжя не сприймався серйозно конфуціанськими літераторами, оскільки вони часто відкидали ці романи як «легкі романтичні комедії». Джеймс Сент-Андре, автор книги «Сучасна теорія перекладу та минула практика перекладу: європейські переклади Хаоцюань», писав, що в Китаї роман спочатку «вважався другосортною художньою літературою і перебував під загрозою бути повністю забутим через зміни в літературних смаках на початку двадцятого століття». Та оскільки існував інтерес до перекладу роману англійською мовою, це «дало життя та славу» Haoqiu zhuan і, отже, вплинуло на його становище в Китаї.

## Переклади

### англійська
Перші європейські переклади здійснено у 18 столітті. За винятком коротких творів, це був перший китайський роман, перекладений європейською мовою.
Перше англійське видання було перекладено британським купцем Джеймсом Вілкінсоном, який мешкав у Кантоні (Гуанчжоу). Вілкінсон переклав приблизно 75% англійською, а інша особа переклала решту португальською. У 1761 році Томас Персі, єпископ Дромора, опублікував цю версію анонімно. Друге видання Персі опублікував у 1774 році, і в ньому він розкрив особу Вілкінсона та свою особистість. Це був перший в історії переклад китайського роману європейською мовою.
У 1829 році член Королівського азіатського товариства  Джон Френсіс Девіс переклав Історію щасливого подружжя, використовуючи назву The Fortune Union.
Олександр Бребнер (Alexander Brebner) опублікував «The Pleasing History [an adaptation of a translation of a Chinese story]» у 1895 році.
У 1899 році анонім опублікував «Shueypinsin: A story made from the Chinese romance Haoukewchuen».
У 1926 році французький переклад Історії щасливого подружжя Джорджа Сульє де Моранта 1925 року було перекладено англійською.

### французька
Англійська версія Wilkinson/Percy була також перекладена французькою мовою; Сент-Андре (St. André) заявив, що «дехто каже», що французька версія була безпосередньо перекладена з німецького перекладу англійської версії Вілкінсона/Персі.
Сент-Андре заявив, що французьке видання, опубліковане в 1828 році, «[здається]» походить від англійської версії.
Французький переклад англійської версії Девіса був створений Гільярдом Д'Арсі та опублікований у 1842 році 
Джордж Сульє де Моран (George Soulié de Morant) опублікував La brise au claire de lune, Le deuxième livre de genie, французький переклад у 1925 році. За словами Моранта, це була перша французька версія, яка базувалася безпосередньо на китайському тексті.

### Інші переклади
Крістоф Ґотліб фон Мурр (Christoph Gottlieb von Murr) переклав першу англійську версію Вілкінсона/Персі німецькою. Анонім переклав першу англійську версію Вілкінсона/Персі голландською мовою.
Кьокутей Бакін зробив японську версію, Kyōkakuden.
Сент-Андре заявив, що німецьке видання, опубліковане в 1869 році, «[здається]» походить від англійської версії.
У 1925 році вийшов німецький переклад. У 1927 році Франц Кун безпосередньо переклав Історію щасливого подружжя з китайської на німецьку. Ця версія перевидавалася кілька разів.

## Переклад українською
У 2015 році в №1-2 журналу "Китаєзнавчі дослідження" було опубліковано переклад 3 розділу роману  , переклад з китайської здіснила Ірина Костанда.
У 2024 році у видавництві "Азіатика" вийшов повний переклад роману, переклад з давньокитайської мови веньянь здійснила Ірина Костанда. (Історія щасливого подружжя : класичний китайський роман / пер. з кит. І. Костанди. — Одеса : Видавництво «Азіатика», 2024. — 322 с.)